# Magic Light Pictures
Magic Light Pictures, fundada em 2003 pelos produtores Martin Pope e Michael Rose, é uma produtora independente inglesa com sede em Londres, que produz filmes e administra a marca infantil The Gruffalo. Seus filmes já ganharam mais de 40 prêmios, incluindo três BAFTAs, três Emmys Internacionais e quatro indicações ao Oscar.

## Filmografia
| Título                     | Ano  | Co-produzido com              | Nota(s)                           |
| -------------------------- | ---- | ----------------------------- | --------------------------------- |
| Terkel in Trouble          | 2006 |                               | Dublagem em inglês do Reino Unido |
| Sparkle                    | 2007 |                               | Comédia romântica                 |
| Glorious 39                | 2009 |                               | Thriller                          |
| The Gruffalo               | 2009 | Studio SOI                    | Curta-metragem de animação        |
| Wild Target                | 2010 |                               | Comédia negra                     |
| Chico & Rita               | 2010 |                               | Animação                          |
| The Gruffalo's Child       | 2011 | Studio SOI                    | Curta-metragem de animação        |
| One Life                   | 2011 |                               | Documentário                      |
| Room on the Broom          | 2012 | Studio SOI                    | Curta-metragem de animação        |
| Stick Man                  | 2015 | Triggerfish Animation Studios | Curta-metragem de animação        |
| Revolting Rhymes           | 2016 | Triggerfish Animation Studios | Curta-metragem de animação        |
| The Highway Rat            | 2017 | Triggerfish Animation Studios | Curta-metragem de animação        |
| Zog                        | 2018 | Triggerfish Animation Studios | Curta-metragem de animação        |
| The Snail and the Whale    | 2019 | Triggerfish Animation Studios | Curta-metragem de animação        |
| Zog and the Flying Doctors | 2020 | Triggerfish Animation Studios | Curta-metragem de animação        |
| Superworm                  | 2021 | Blue Zoo Animation Studio     | Curta-metragem de animação        |
| Pip and Posy               | 2021 | Blue Zoo Animation Studio     | Curta-metragem de animação        |
| The Smeds and the Smoos    | 2022 | Blue Zoo Animation Studio     | Curta-metragem de animação        |
| The Velveteen Rabbit       | 2023 |                               |                                   |
| Pip and Posy: Let's Learn  | 2023 | A Productions                 | Curta-metragem de animação        |
| Tabby McTat                | 2023 | Blue Zoo Animation Studio     | Curta-metragem de animação        |